# Corridas de Fórmula 1 exibidas por dia da semana
Na relação a seguir constam as datas das provas válidas pelo mundial de Fórmula 1 conforme o dia da semana que as mesmas ocorreram a partir de 1950 desconsiderando-se as corridas extracampeonato. Numa contagem atualizada até o Grande Prêmio de Abu Dhabi de 2024, foram realizadas 1.125, das quais 93% aos domingos.

## Provas aos sábados
Para não perturbar a celebração religiosa de Northamptonshire, a corrida inaugural da Fórmula 1 aconteceu no Circuito de Silverstone num sábado em 13 de maio de 1950 sob os olhares do Rei George VI e da Rainha Elizabeth I sendo que a tradição dos sábados foi mantida até o ano de 1975 e alternadamente nos anos ímpares de 1977, 1979, 1981 e 1983 e durante essas 30 edições a prova foi levada às pistas de Aintree e Brands Hatch. Em termos proporcionais o maior número de provas aos sábados teve lugar na África do Sul com dezoito provas em vinte e três possíveis (78%), a maioria delas disputadas nos tempos do apartheid quando o circuito de Príncipe George deu lugar a Kyalami.
Outras provas sabáticas foram: EUA em 1959, Países Baixos e Canadá em 1969, Suécia em 1978, Caesars Palace em 1981, Países Baixos e Caesars Palace em 1982, além de duas edições das 500 Milhas de Indianápolis, conforme se verá adiante.
O maior percentual de corridas aos sábados foi de 36% em 1969 e ao todo houve 61 corridas nesse dia.
O Grande Prêmio da África do Sul realizado em Kyalami no dia 19 de outubro de 1985 foi, durante trinta e oito anos, a última corrida acontecida num sábado até o Grande Prêmio de Las Vegas de 2023, o Grande Prêmio do Barein de 2024 e o Grande Prêmio da Arábia Saudita de 2024.

## Provas aos domingos
A primeira das 1.048 corridas de Fórmula 1 realizadas aos domingos aconteceu no Grande Prêmio de Mônaco em Montecarlo no dia 21 de maio de 1950.

## Provas às segundas-feiras
Houve nove corridas numa segunda-feira, a última das quais uma vitória de Emerson Fittipaldi no Grande Prêmio da Espanha realizado em Jarama em 1º de maio de 1972. Os outros países que realizaram provas nesse dia foram os Países Baixos (1958, 1960, 1961) e a África do Sul (1967, 1968).
O maior percentual de corridas às segundas-feiras foi de 20% em 1960.

## Provas às sextas-feiras
Em 1º de janeiro de 1965 a África do Sul realizou a primeira corrida de Fórmula 1 no Feriado de Ano Novo e a última das três corridas realizadas numa sexta-feira num evento que marcou a despedida do Circuito Príncipe George (East London) rumo a Kyalami.

## O caso Indianápolis
Em onze ocasiões as 500 Milhas de Indianápolis fizeram parte do calendário da Fórmula 1 sendo realizadas nos últimos dias de maio em datas próximas ao Memorial Day e nisso o Indianapolis Motor Speedway realizou provas às segundas-feiras (1954, 1955, 1960), terças-feiras (1950), quartas-feiras (1951, 1956), quintas-feiras (1957), sextas-feiras (1952, 1958) e sábados (1953, 1959), ou seja, jamais caíram num domingo enquanto compuderam o calendário da Fórmula 1.

## Vencedores por dia de semana
| - J. Clark 06 - J. Stewart 05 - J. Brabham 04 - N. Lauda 04 - A. Ascari 02 - F. González 02 - S. Moss 02 - J. Scheckter 02 - E. Fittipaldi 02 - A. Prost 02 - G. Farina 01 - J. Fangio 01 - B. Vukovich 01 - R. Ward 01 - T. Brooks 01 - P. Collins 01 - B. McLaren 01 - W. Trips 01 - G. Hill 01 - J. Ickx 01 - J. Siffert 01 - J. Rindt 01 - M. Andretti 01 - D. Hulme 01 - C. Reutemann 01 - P. Revson 01 - J. Hunt 01 - R. Peterson 01 - G. Villeneuve 01 - C. Regazzoni 01 - R. Arnoux 01 - J. Watson 01 - A. Jones 01 - M. Alboreto 01 - R. Patrese 01 - N. Mansell 01 | - B. Vukovich 01 - B. Sweikert 01 - J. Rathmann 01 - S. Moss 01 - J. Brabham 01 - W. Trips 01 - P. Rodríguez 01 - J. Clark 01 - E. Fittipaldi 01 | - T. Ruttman 01 - J. Bryan 01 - J. Clark 01 | - L. Wallard 01 - P. Flaherty 01 | - J. Parsons 01 | - S. Hanks 01 |